# ヒシバッタ
ヒシバッタ（菱蝗虫）とはバッタ目ヒシバッタ科の昆虫の総称。菱形の体形をしており、短い前翅、腹部を覆い後方に伸びる前胸背板などが特徴。日本には約26種類が分布する。体色や翅の長短に個体変異があり、種の識別が難しいバッタ類である。

## 日本産のヒシバッタ

### ハラヒシバッタ
ハラヒシバッタ（Tetrix japonica）は日本で最もよく見られるヒシバッタ科の種で、日本全土及びユーラシア大陸東部に分布する。
体長は9mm～15mmで、褐色や土色の体色を持ち、背面に黒を中心とした（他に白・黄色）斑紋が浮かんでいることが多い。乾燥した草地から低湿地までの地表面に生息する。
害虫として農作物に対して害を加えることがままある。

### その他の日本産の主な種
- トゲヒシバッタ　Critotettix japonicus  19-27mm 北海道、本州、四国、九州[2]
- ハネナガヒシバッタ　Euparatettix insularis  14-19mm 本州、四国、九州、南西諸島（奄美大島以北）[6]